# Perla de las cavernas

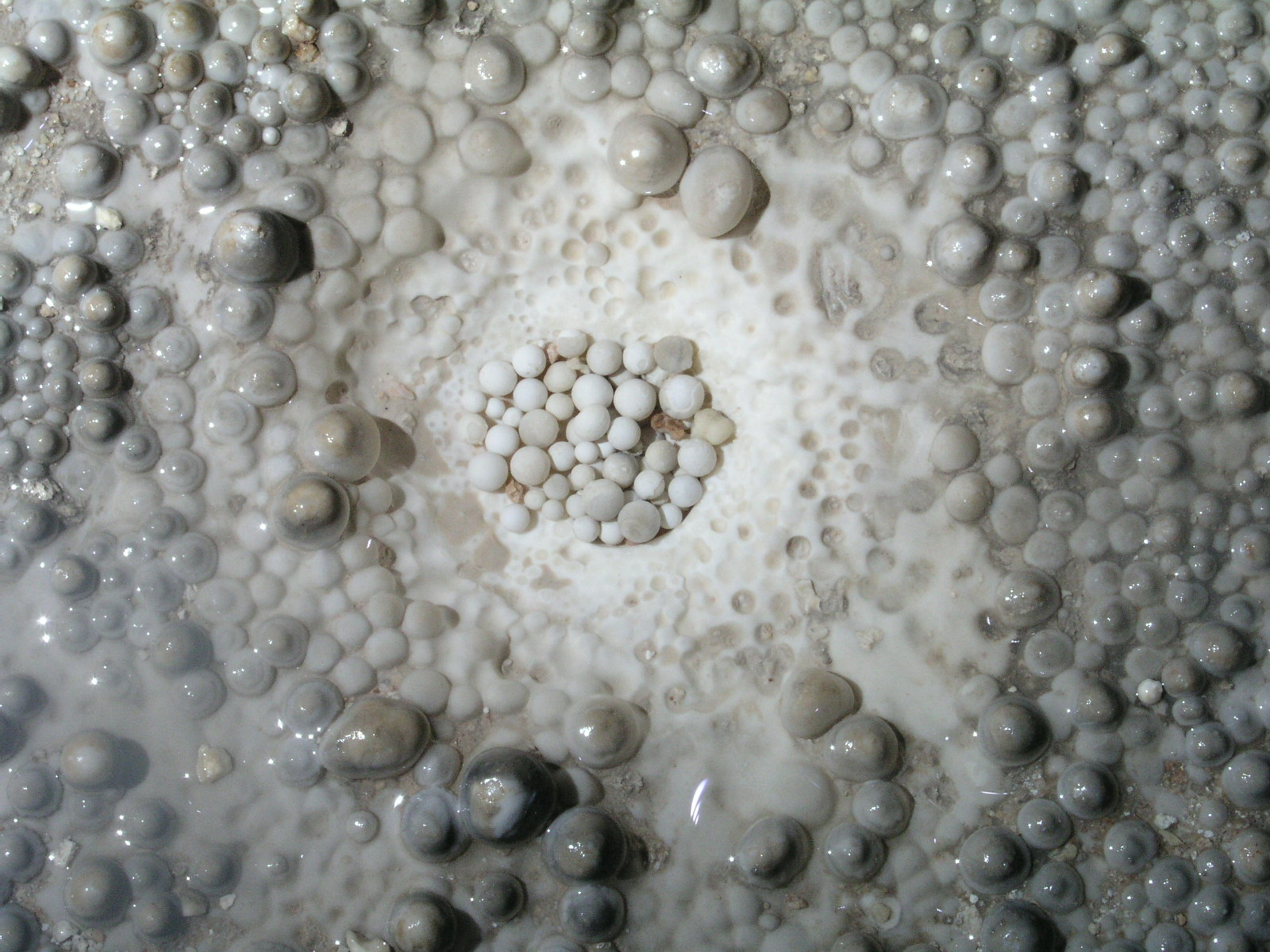
Un nido de perlas de las cavernas o pisolitas.

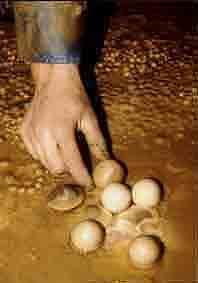
Perlas de las cavernas de varios centímetros de diámetro.

Las perlas de las cavernas o pisolitas son un tipo de espeleotema de goteo y flujo. Se generan por la acreción de finas capas de calcita alrededor de un núcleo constituido por cualquier material, que se encuentra parcial o completamente sumergido en agua. Debido a la saturación del agua el depósito se produce igual en todas las direcciones por lo que dependiendo de la forma del núcleo inicial se puede llegar a formas esféricas, cilíndricas, irregulares, etc., que no se aglutinan por el efecto de las vibraciones, por ejemplo, del goteo del agua. Los tamaños varían de milímetros a bastantes centímetros. En ocasiones la saturación del agua es tal que el excedente de carbonato precipita alrededor del grupo de perlas formando lo que se conoce como «nido».
Por la forma de crecimiento en acrección de capas la sección transversal de una perla de las cavernas mostraría esferas concéntricas.